# Hof van Beroep voor het 4e circuit
Het Hof van Beroep voor het 4e circuit (Engels: United States Court of Appeals for the Fourth Circuit) is een federale Amerikaanse rechtbank in Richmond, Virginia, die beroepszaken behandelt uit de staten Maryland, North Carolina en South Carolina, Virginia en West Virginia. Het hof heeft vijftien permanente rechters, waarvan er momenteel twee vacant zijn, en heeft daarnaast nog vier rechters die senior status hebben en dus parttime werken. Circuit justice voor het 4e circuit is opperrechter John Roberts.